# Miguel Mena
Miguel Mena Hierro (Madrid, 3 de agosto de 1959) es un escritor, periodista y locutor radiofónico español.

## Biografía

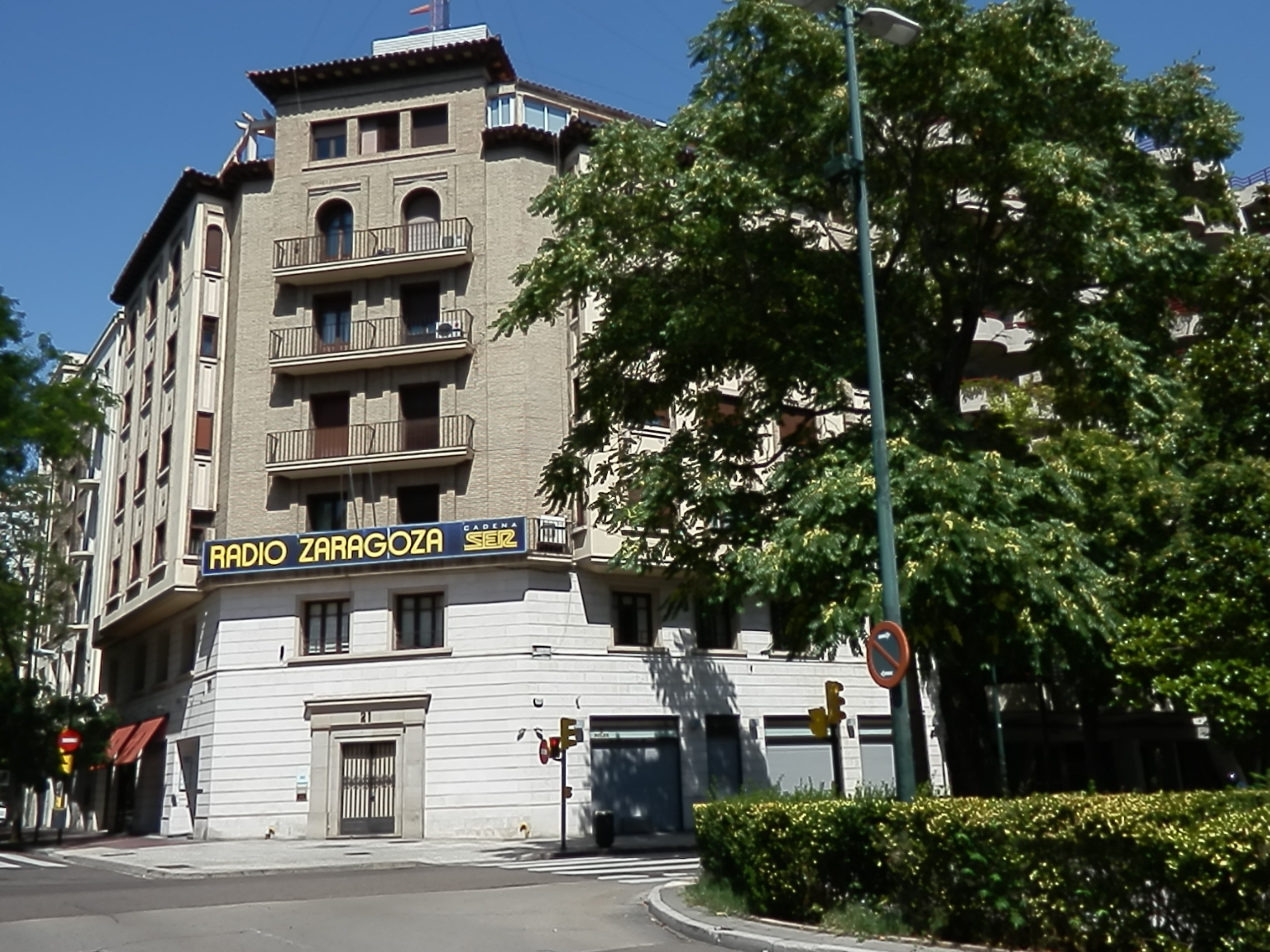
Estudios de Radio Zaragoza Cadena SER en el Paseo de la Constitución, 21, de Zaragoza, donde Miguel Mena trabajó desde 1983 hasta 2021.

Su padre es de Palencia y su madre de Calahorra.
Nació en Madrid, pero desde 1983 es residente en Zaragoza, donde se encontró vinculado profesionalmente durante treinta y ocho años a la emisora Radio Zaragoza-Cadena SER, aunque también trabajó en los 40 Principales y en Cadena Dial.
A partir de su llegada a Zaragoza y hasta 1987 realizó el programa nocturno musical y humorístico Parafernalia, que además sirvió para la publicación del primer libro de Mena. Desde 1988 hasta 2006 hizo Estudio de guardia, un programa diario de participación ciudadana. En ese año 1988 también comenzó a ser la voz de las mañanas en los 40 Principales de Zaragoza, primero, y después de Cadena Dial, donde tuvo otro programa, emitido entre 1993 y 1997, llamado El desván, que además tuvo su versión hispanoamericana, El desván latino, debido al interés de SPL-Miami. Esos proyectos finalizaron en 1997, año en que se inició La calle del dinero de Radio Zaragoza FM, que duró hasta 2001. Trabajó en el programa La fonoteca y Aragón a las 7, aparecido en 2006.
Del 4 de octubre de 2008 al 4 de octubre de 2020 trabajó en Radio Zaragoza-Cadena SER donde produjo, realizó y presentó el programa de fin de semana A vivir Aragón dedicado fundamentalmente a la promoción de actividades culturales y literarias, poniendo un interés especial en dar a conocer autores noveles. Desde los micrófonos, cada semana convocaba a sus colaboradores Antonio Domínguez, Eva Hinojosa y Ana García Terrel (que sustituyó a Mikel Alcázar cuando marchó a América) en la sección Toponimia nimia para proponer adivinanzas sobre lugares o personas de Aragón. En 2010 una recopilación de dichas adivinanzas se publicó en el libro Toponimia nimia editado por Eclipsados y con ilustraciones de Álvaro Ortiz.
Apoyó a músicos aragoneses como José Antonio Labordeta, Joaquín Carbonell, los Héroes del Silencio y Amaral.
Desde el 4 de octubre de 2020 presentó el programa La ventana de Aragón en Radio Zaragoza, retirándose del mundo radiofónico el 12 de marzo de 2021 para centrar su actividad en la composición literaria.
Es también colaborador de diversas publicaciones aragonesas como la revista La Magia de Viajar y el suplemento de Artes & Letras del diario Heraldo de Aragón.
En diciembre de 2023, coincidiendo con la apertura de la 29.ª Feria del libro aragonés en Monzón (Huesca), Miguel Mena fue homenajeado con su propio monolito de hierro en el Paseo de la letras aragonesas de la localidad. En el acto también se honró a la escritora Begoña Oro y al poeta Rosendo Tello, para quienes también se instalaron sendos monolitos. En la escultura de Mena, aparece tallado un micrófono, por su carrera como locutor.

## Escritos
En su faceta literaria ha publicado artículos y reportajes, así como novelas de amor, intriga y viajes.
Intenta que sus libros tengan un poco lo que tiene que tener un programa de radio: un cierto ritmo, una cierta amenidad y un lenguaje sencillo, accesible y bastante directo.
Dos de sus libros, 1.863 pasos (2005) y Piedad (2008), ambos de corte muy personal, llevaron al director de cine Gaizka Urresti a querer trasladarlos a la gran pantalla en forma de cortometraje, el cual se tituló Un dios que ya no ampara, en referencia a unos versos de José Antonio Labordeta. Basada en los relatos de Mena, narra la historia de un padre, cuyo hijo padece una grave discapacidad psíquica, deseoso de respuestas ante esa situación. El Moncayo se erige casi como un personaje más de la película, protagonizada por el propio Miguel Mena y en la que participan más padres de alumnos del Colegio de Educación Especial Alborada de la ciudad de Zaragoza. La Academia Española de Cine anunció que la cinta, estrenada en octubre de 2010 y con música de Juan Aguirre, concurriría a la XXV edición de los Premios Goya en la categoría de Mejor Cortometraje Documental. Además, recibió el primer premio en la SCIFE de Fuentes de Ebro, fue galardonado en el Festival de Cine Documental de Jaén y también se le otorgó una Mención Especial del Jurado en el Festival de Cortometrajes Cortada de Vitoria.
Alcohol de quemar (2014) es una novela basada en los hechos reales sucedidos en 1991 en el pueblo zaragozano de Cervera de la Cañada. Durante las fiestas dos jóvenes ebrios provocaron un incidente en la puerta de una casa. Se inició una discusión acalorada. Volvieron al rato, echaron gasolina y quemaron la casa con el resultado de cuatro muertos.
Bendita calamidad (1994), novela de humor que gira en torno a un secuestro chapucero y la búsqueda de un tesoro, es su mayor éxito literario hasta la fecha. Una adaptación cinematográfica de la novela, dirigida y producida por Gaizka Urresti y dedicada al actor Álex Angulo —que participaba en la misma cuando falleció—, se estrenó el 30 de octubre de 2015. Participan en la película los actores Luis Varela, Carlos Sobera, Jorge Asín, Nacho Rubio, Enrique Villén, Carmen Barrantes, Gorka Aguinagalde, Juan Anillo, el humorista Juan Muñoz y todo el elenco de actores de Oregón TV.
Las novelas Días sin tregua (2006), Todas las miradas del mundo (2013) y Foto movida (2014) conforman una trilogía protagonizada por el inspector Mainar y se ambientan en la sociedad española de comienzos de los años 1980, tratando diversos temas, como el terrorismo, las tensiones políticas o la efervescencia cultural.
La novela de 2024 Moncayo Estrés, basada en el secuestro de Julio Iglesias Puga a finales de 1981, retoma el tono humorístico alrededor de un suceso dramático como sucedía en Bendita calamidad, que en 2024 cumplía además treinta años. En la novela se entremezclan los hechos reales con la ficción y las leyendas de la zona.

## Obra literaria
- Parafernalia, edición de Radio Zaragoza, 1985, 206 pp. ISBN 8439843917, 9788439843917
- Vinagre en las venas, Mira Editores, 1992, 268 pp ISBN 8486778735, 9788486778736.
- Paisaje del ciclista, Mira Editores, 1993, 133 pp. ISBN 8486778921, 9788486778927
- Bendita calamidad, Alba Editorial, 1994. ISBN 8484289044, 9788484289043; Pregunta Ediciones (2023), 9788419766014
- Por las ramas, Mira Ediciones, 1995, 159 pp. ISBN 8488688075, 9788488688071
- El escondite inglés, Alba Editorial (1997).
- Onda media, Alba Editorial, 1999, 286 pp. ISBN 8489846693, 9788489846692
- Cambio de marcha, Alba Editorial (2000).
- Una nube de periodistas, Zócalo Editorial,  2001, 173 pp. ISBN 8488962339, 9788488962331
- Música pop, música folk, Volumen 1 de Órbitas (Zaragoza), Ayuntamiento de Zaragoza, 2002, 63 pp. ISBN 8487333540, 9788487333545
- 1.863 pasos, Xordica Editorial, 2005, 155 pp. ISBN  8496457036, 9788496457034
- Días sin tregua Ediciones Destino, 2006, 264 pp. ISBN 8423338266, 9788423338269, I Premio Málaga de Novela (2005).[20]
- Piedad, Xordica Editorial (2008).
- Toponimia nimia, Miguel Mena, Mikel Alcázar, Antonio Domínguez y Eva Hinojosa, Eclipsados, 2010, ISBN 9788493765781
- Alerta Bécquer, Alba Editorial (2011).
- Todas las miradas del mundo, Penguin Random House Grupo Editorial España, 2013, 320 pp. ISBN 8483654768, 9788483654767
- Micromemoria, Editorial Olifante (2013)
- Foto movida, Suma de Letras, Penguin Random House Grupo Editorial, 2014, 320 pp. ISBN 8483656337, 9788483656334
- Alcohol de quemar, Tropo Editores (2014), 169 pp. ISBN 978-84-96911-77-2; Pregunta Ediciones (2021), 9788417532680
- Un viaje aragonés, Prensas Universitarias de Zaragoza (2018), 278 pp. ISBN 978-84-17358-27-3
- Canciones ligeras, Pregunta Ediciones (2019), 482 pp. ISBN 978-84-17532-19-2
- Canciones tristes que te alegran el día, Pregunta Ediciones (2020), 205 pp. ISBN 978-84-17532-34-5
- Puente de Hierro, Pregunta Ediciones (2022), 238 pp. ISBN 978-84-17532-82-6
- Zaragoza. Historias de ida y vuelta, Pregunta Ediciones (2023), 268 pp. ISBN 978-84-19766-00-7
- Aragón. Formas de ser, Pregunta Ediciones (2023), 242 pp. ISBN 978-84-19766-02-1
- Moncayo estrés, Pregunta Ediciones (2024), 206 pp. ISBN 978-84-19766-53-3

## Premios y reconocimientos
En 2002 recibió el Premio Búho de la Asociación Aragonesa de Amigos del Libro
En 2002 fue galardonado con el Premio Zangalleta de Disminuidos Físicos de Aragón.
En 2004 recibió la Medalla de Oro de la Diputación Provincial de Zaragoza.
En 2005 ganó el I Premio Málaga de Novela con su obra Días sin tregua.
En 2006 fue nombrado Hijo Adoptivo de la ciudad de Zaragoza.
En 2011 se le concedió el Premio Solidario ONCE Aragón.
En 2013 fue galardonado con el Premio Solete de ANUDI, Asociación de Personas con Dispacidad Nuevo Día de Teruel.
En 2015 fue galardonado por la Fundación Rey Ardid con el Premio Peón a la Integración Social, por su «especial sensibilidad para tratar y divulgar sobre temas y asuntos sociales» y por ser «una persona vinculada por su trabajo cotidiano a nuestras entidades por su profesionalidad y su compromiso con nuestros proyectos y con la sociedad en general».
En 2017 recibió el Premio José Antonio Labordeta en la categoría de Comunicación.
En 2018 recibió el Premio Corazón de Oro de la Asociación Believe in Art.
El 17 de diciembre de 2019 recibió el Premio de Periodismo y Divulgación Cultural  de la V edición de los galardones Artes & Letras, que concede anualmente el periódico Heraldo de Aragón.
En 2021 recibió el Premio a la Trayectoria Profesional de la Asociación de Periodistas de Aragón
En 2021 recibió el Premio 3 de Abril, en su categoría de Cultura, de la Asociación de Exconcejales Democráticos de Zaragoza. 
En 2023 se le dedicó un monolito de hierro en el Paseo de las letras aragonesas de Monzón (Huesca).

## Cine
Colaboró en el rodaje de "Carreteras secundarias (1997).
Fue protagonista en el cortometraje Un dios que ya no ampara.
Hizo un cameo como guardia civil en la película Bendita calamidad basada en su libro.
Es coguionista, junto a Ángela Labordeta, Gaizka Urresti y Paula Labordeta, de la película documental Labordeta, un hombre sin más, que obtuvo el premio Goya 2023 en la categoría de Mejor largometraje documental.

## Vida personal

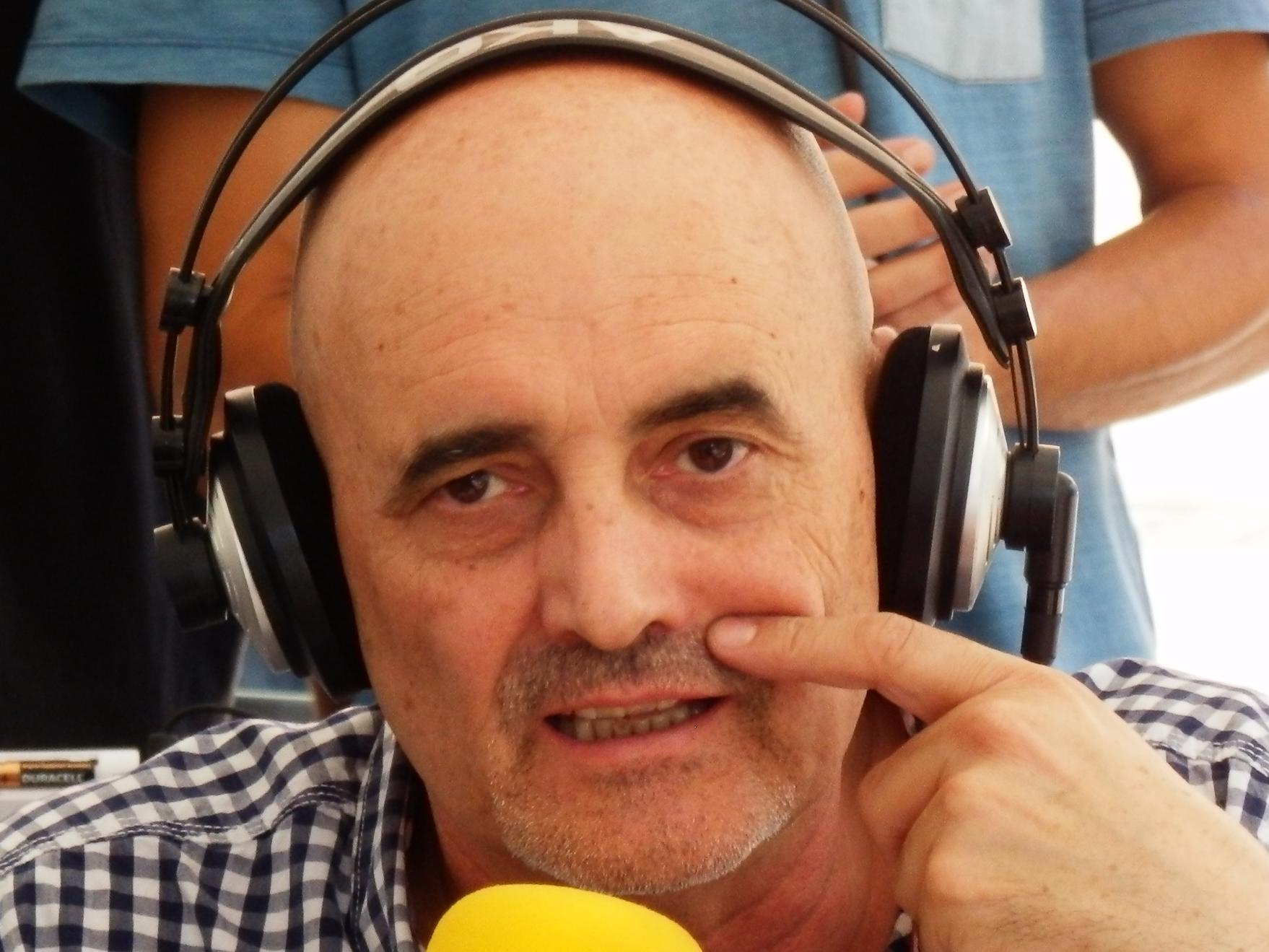
Miguel Mena Hierro

Tiene un hijo con una discapacidad psíquica que aparece en el cortometraje Un dios que ya no ampara. En 2014 había visitado casi todos los municipios de Aragón y sólo le faltaban unos 40 de los 731, "reto" improvisado que completó en septiembre de 2024 con Lascuarre, Castigaleu y Monesma y Cajigar. Le encantan las rimas, ripios, juegos de palabras y adivinanzas. Durante años mantuvo una sección radiofónica llamada «Toponimia nimia», que posteriormente se plasmó en la publicación del libro «Toponimia nimia», cuyos autores fueron Miguel Mena, Mikel Alcázar, Antonio Domínguez y Eva Hinojosa.
Es aficionado a pasear en bicicleta y caminar durante horas. Esto se refleja en su libro Paisaje del ciclista. Colecciona rarezas musicales.